# 1921-1922년 러시아 기근

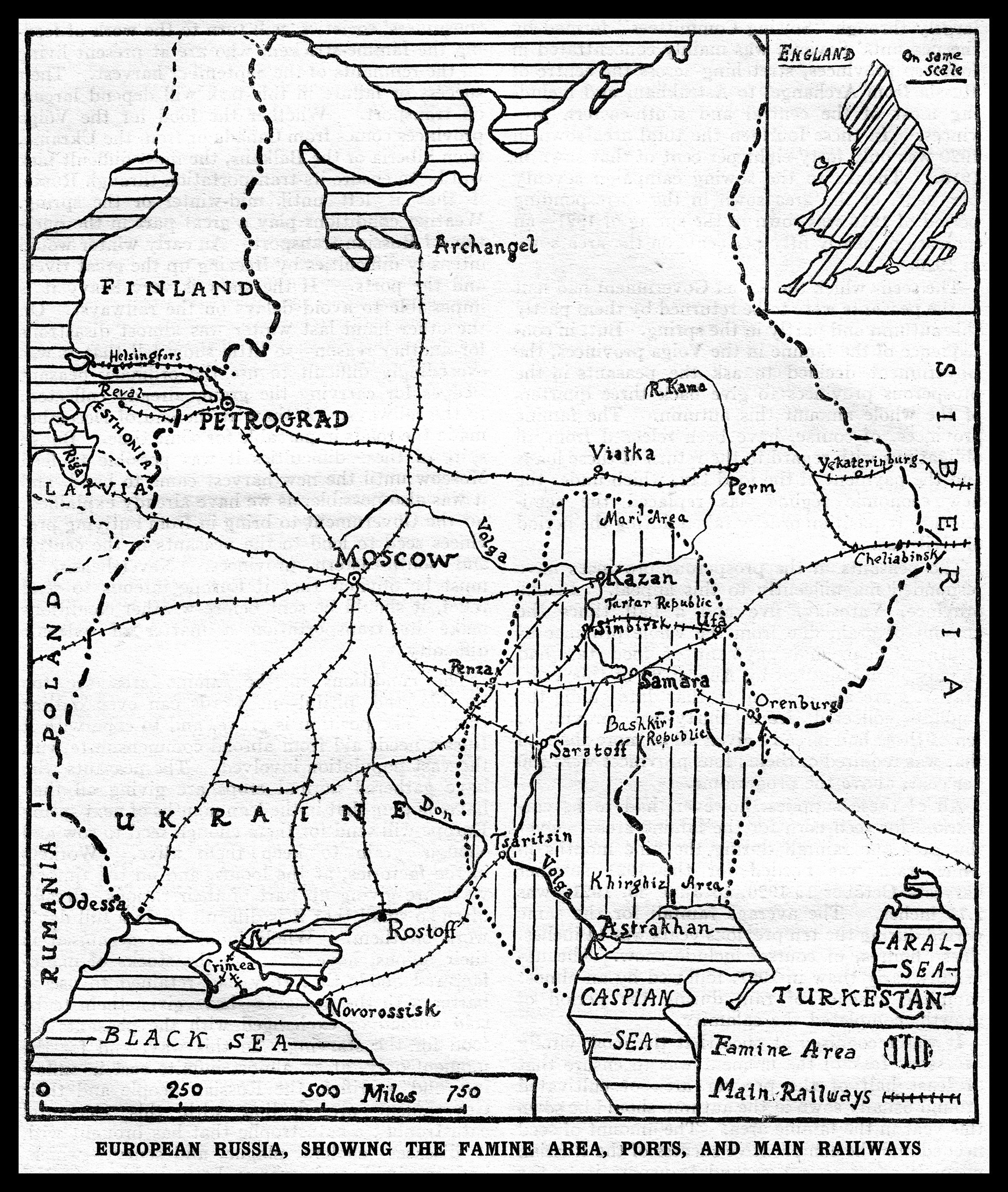
1921년 가을 기근 지역

1921년~1922년 러시아 기근은 볼가 지역 기근(러시아어: Голод в Поволжье, '볼가강 지역 기근')으로도 알려져 있으며, 1921년 초봄부터 1922년까지 지속된 러시아 소비에트 연방 사회주의 공화국의 심각한 기근이었다. 이 기근은 심각한 가뭄, 제1차 세계 대전의 지속적인 영향, 러시아 혁명으로 인한 경제적 혼란, 러시아 내전, 그리고 전시공산주의(특히 프로드라즈뵤르스트카) 정부 정책의 실패가 복합적으로 작용하여 발생했다. 효율적인 식량 분배를 할 수 없었던 철도 시스템으로 인해 더욱 악화되었다.
이 기근으로 인해 약 5백만 명이 사망했으며, 주로 볼가 및 우랄강 지역에 영향을 미쳤다. 많은 굶주린 사람들이 식인에 의존했다. 콜레라와 발진티푸스와 같은 질병의 발생도 기근 사망자의 원인이 되었다.

## 기원

1918년~1919년 러시아 내전의 유럽 전선

기근이 시작되기 전에 러시아는 제1차 세계 대전으로 3년 반을 고통받았고, 게다가 1918년~1920년 러시아 내전에서도 많은 충돌이 러시아 내에서 벌어졌다. 러시아 내전 중 700만~1200만 명의 사상자가 발생했으며, 대부분 민간인이었다. 역사가들은 차르 시대 러시아 정부 의회와 다른 야당들도 볼셰비키가 집권하기 전에 식량 징발을 주장했음을 지적했다.
기근 이전에, 1918년~1921년 러시아 내전의 모든 측면(볼셰비키, 러시아 백군, 아나키스트, 분리주의 민족주의자들)은 식량을 경작하는 사람들로부터 식량을 징발하여 군대와 지지자들에게 주고 적들에게는 주지 않는 방식으로 스스로를 유지했다. 볼셰비키 정부는 농민들로부터 대가 없이 또는 거의 대가 없이 물품을 징발했고, 이는 농민들이 농작물 생산량을 급격히 줄이도록 이끌었다.

## 식인

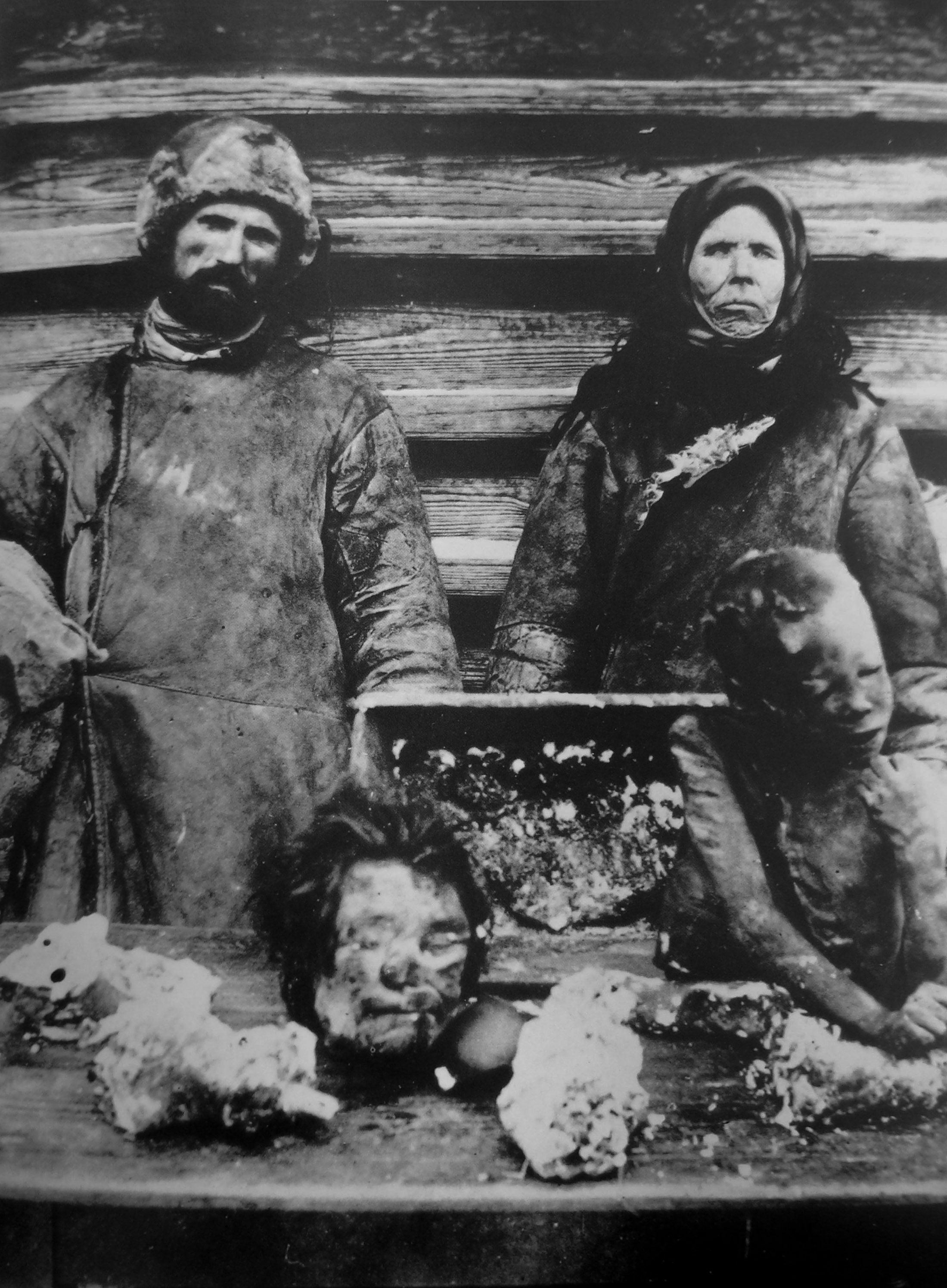
기근 중 사마라 (러시아)에서의 식인

상황이 너무나 절망적이어서 굶주린 사람들 중 상당수가 식인에 의존했다. 역사가 올랜도 피지스에 따르면, "수천 건의 사례"가 보고되었으며, 보고되지 않은 사례의 수는 분명히 훨씬 더 많을 것이다. 사마라 (러시아)에서는 "인육을 파는 정육점 10곳이 문을 닫았다." 푸가초프에서는 "식인종과 상인들이 아이들을 잡아먹거나 연한 살을 팔기 위해 죽인다는 소문이 돌았기 때문에 아이들이 해가 진 후 밖에 나가는 것은 위험했다." 인근 마을 주민은 "마을에는 여러 식당이 있는데, 모두 어린아이들을 내놓는다"고 진술했다.

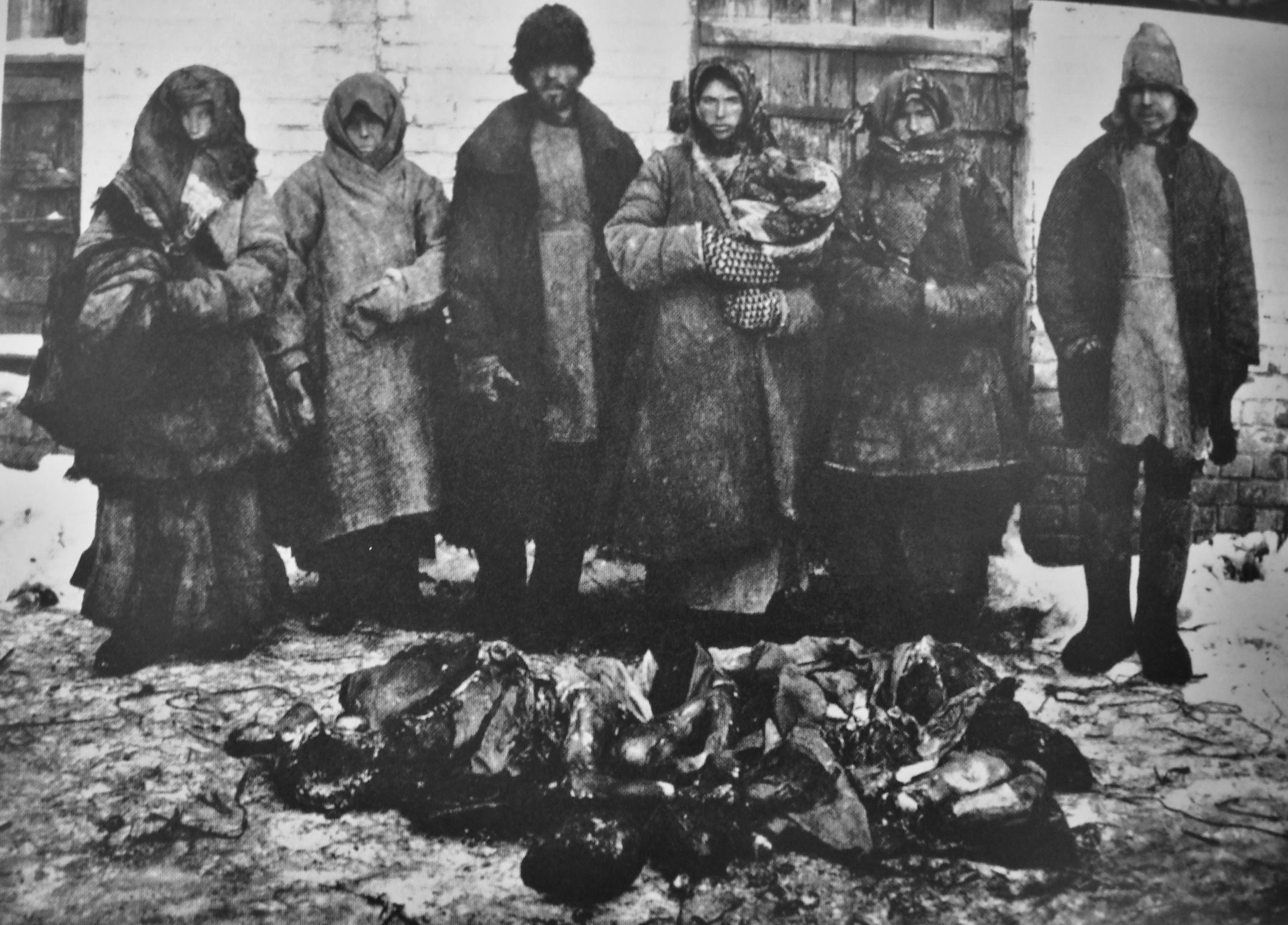
기근 중에 인육을 먹은 부줄루크의 농민 6명과 그들이 먹은 인육의 흔적

이것은 예외적인 일이 아니었다. 피지스는 "볼가 지역의 소련 공장에서 생산된 고기 중 상당 부분이... 인육이었다"고 추정한다. 다양한 갱단은 "아이들을 납치하여 살해하고 인육을 말고기나 쇠고기로 판매"하는 데 특화되어 있었으며, 구매자들은 극심한 식량 부족 상황에서 고기 공급원을 찾은 것에 만족하며 종종 "너무 많은 질문을 하지 않으려고" 했다.

## 구호 활동

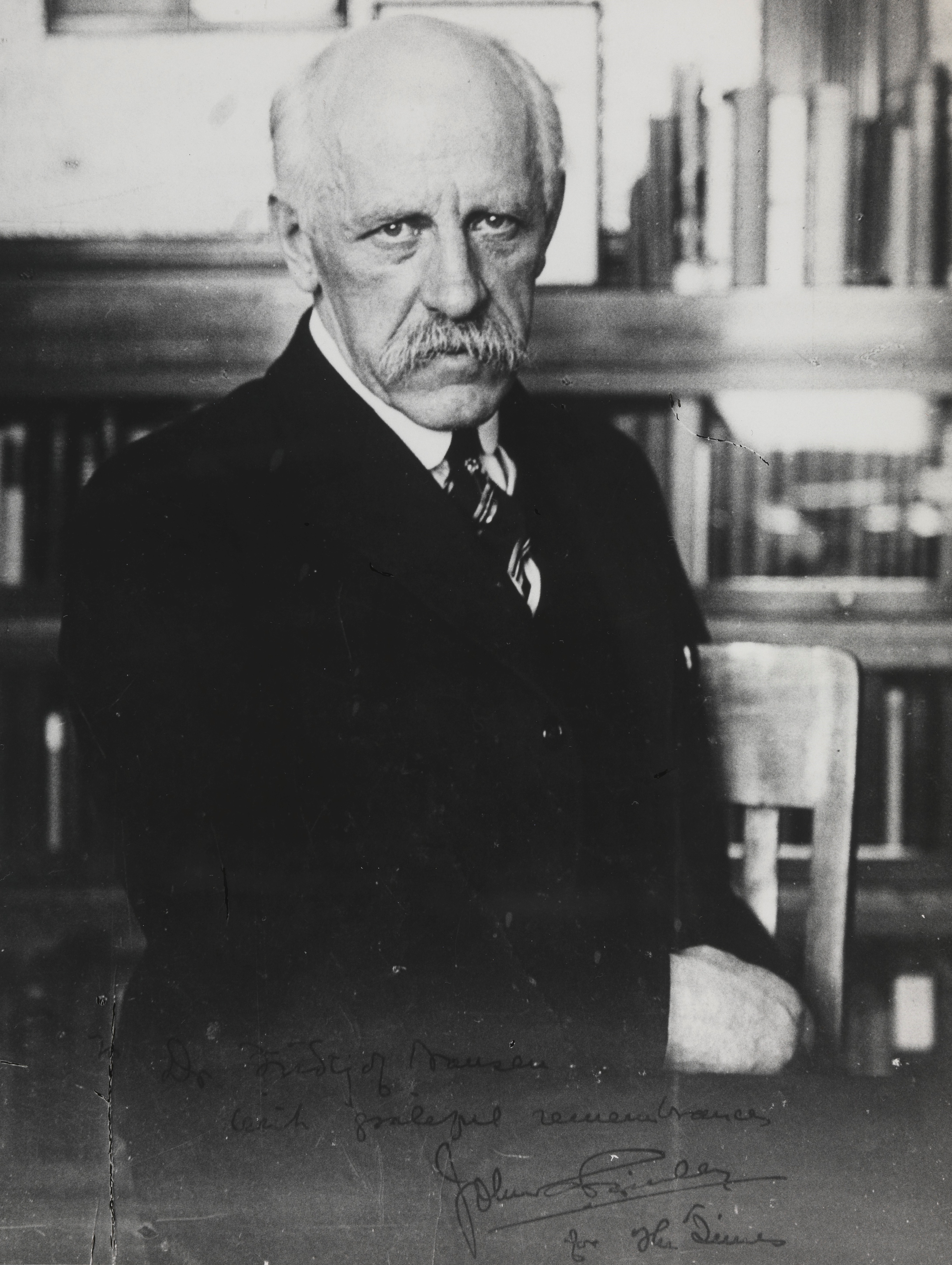
노르웨이 탐험가이자 외교관인 프리티오프 난센은 러시아 구호 고등판무관으로서의 공로를 인정받아 1922년 노벨 평화상을 수상했다.

1921년 여름, 역사상 최악의 기근 중 하나가 발생했을 때, 새로운 소련 정부의 수장인 블라디미르 레닌은 막심 고리키와 함께 "모든 정직한 유럽인과 미국인에게" "빵과 의약품을 달라"고 공개 서한을 통해 호소했다. 1921년 7월 13일자 모든 국가에 보낸 공개 서한에서 고리키는 조국을 굶주림의 위기에 빠뜨린 흉작에 대해 묘사했다. 훗날 미국 대통령이 되는 허버트 후버가 즉시 응답했고, 러시아와의 협상이 라트비아 수도 리가에서 이루어졌다. 유럽의 노력은 유명한 북극 탐험가 프리티오프 난센이 국제 러시아 구호 위원회(ICRR)를 통해 주도했다.
후버의 미국 구호 행정국 (ARA)은 이미 1914년부터 유럽 전역에 식량 지원을 배포하고 있었다. 1914년 독일이 벨기에를 침공한 후, 후버는 벨기에 구호 위원회를 설립하여 뒤따르는 황폐와 기아를 완화했다. 제1차 세계 대전이 확대됨에 따라 ARA는 성장했고, 다음으로 프랑스 북부에 진출하여 1914년부터 1919년까지 프랑스와 독일을 지원했다. 1920년과 1921년에는 핀란드, 에스토니아, 여러 러시아 지역, 라트비아, 리투아니아, 폴란드, 우크라이나, 체코슬로바키아, 오스트리아, 헝가리, 아르메니아의 320만 명의 어린이들에게 매일 한 끼 식사를 제공했다. 러시아에서 비상 식량 공급 작전을 시작했을 때, 약 1백만 명의 러시아 어린이들에게 1년 내내 식량을 공급할 계획이었다. 미국 퀘이커 봉사 위원회, 영국 프렌즈 전쟁 희생자 구호 위원회, 그리고 영국 세이브 더 칠드런 기금이 주요 기여자였던 국제 아동 구호 연합과 같은 다른 단체들도 나중에 참여했다. 역사가 더글러스 스미스가 썼듯이, 식량 구호는 아마도 "공산주의 러시아를 파멸에서 구할" 것이다.
미국은 가장 먼저 응답하여 후버는 콜로넬 윌리엄 N. 해스켈을 러시아 ARA 국장으로 임명했다. 한 달 안에 식량을 실은 배들이 러시아로 향했다. 국제 구호 노력의 주요 기여자는 후버가 설립하고 지휘한 ARA였다. 처음에는 백만 명, 주로 어린이들에게 식량을 제공하기로 합의했지만, 1년 안에 매일 그 수의 10배 이상을 먹였다.
ARA는 식량 분배 방식에 대한 자율성을 주장하며 "인종, 신조 또는 사회적 지위"에 관계없이 식량을 제공해야 한다는 요건을 명시했는데, 이는 리가 협정 제25조에 명시된 조건이었다. 미국 대변인들은 러시아에 저장 시설을 건설하기를 원하며, 식량이 제대로 분배되도록 보장하기 위해 해당 시설에 대한 완전한 접근권을 기대한다고 기자 찰스 바틀릿은 썼다.
후버는 또한 러시아가 구호 노력 비용을 충당하기 위해 일부 금 보유고를 사용하도록 요구했다. 그는 러시아 지도부로부터 1,800만 달러, 미국 의회로부터 2,000만 달러, 미군으로부터 800만 달러, 그리고 미국 자선 단체로부터 추가 자금을 확보하여 총 약 7,800만 달러를 모았다. 리가에서 마침내 협정이 체결된 후, 미국은 페트로그라드에 첫 번째 급식소를 설치했는데, 이곳에서는 이미 160만 명의 사람들이 굶어 죽었다.
거의 2년 동안 약 200명의 미국인들이 서부 전선보다 훨씬 긴 전선에서 연합군이 직면한 어떤 적보다도 더 무자비한 적과 싸웠습니다. 발트해에서 카스피해까지, 크림 반도에서 우랄 산맥까지, 그들은 기근을 정복하고, 세계 대전에서 잃었던 것보다 더 많은 생명을 구했으며, 유럽 전체를 휩쓸 위협이 있던 질병으로 고통받던 사람들을 치유하고, 위대하지만 고통받는 민족의 축복을 얻었으며, 인류의 가장 위대한 모험을 달성했습니다!
매일 1천만 명이 넘는 사람들이 식량을 공급받았으며, 대부분의 식량은 ARA에서 제공했다. ARA는 9,800만 달러 이상의 가치에 해당하는 7억 6천 8백만 톤 이상의 밀가루, 곡물, 쌀, 콩, 돼지고기, 우유, 설탕을 제공했다. 미국에서 식량을 수거한 후 운송하고 분배하기 위해 ARA는 200명의 미국인의 지휘 아래 237척의 선박을 사용했으며, 현지에서 12만 5천 명의 러시아인이 하역, 창고 보관, 운반, 계량, 요리 및 2만 1천 개 이상의 새로운 주방에서 식량 제공을 도왔다.
식량이 필요한 사람들에게 도달한 후에도 콜로넬 해스켈은 후버에게 예상치 못한 새로운 위험에 대해 알렸다. 그는 난방이나 요리에 필요한 연료가 부족하며, 수백만 명의 러시아 농민들이 대부분 누더기로 된 옷을 입고 있어 다가오는 겨울 동안 추위에 노출되어 사망할 것이 확실하다고 설명했다.
위험에 처한 어린이들 중에는 고아원 및 기타 시설의 어린이들이 포함되었는데, 이들은 보통 밀가루 자루로 만든 옷 한 벌만 가지고 있었으며, 신발, 양말, 속옷 또는 몸을 따뜻하게 유지할 다른 의복이 부족했다. 또한 부모와 함께 집에서 사는 어린이들도 충분한 옷이 부족하여 미국 구호 급식소에 갈 수 없었다. 해스켈은 후버에게 최소 백만 명의 어린이가 극도로 옷이 필요하다고 전보를 보냈다. 후버는 즉시 개인, 기업 및 은행의 기부금으로 러시아에 의류 꾸러미를 수집하여 보내는 계획을 시작했다.

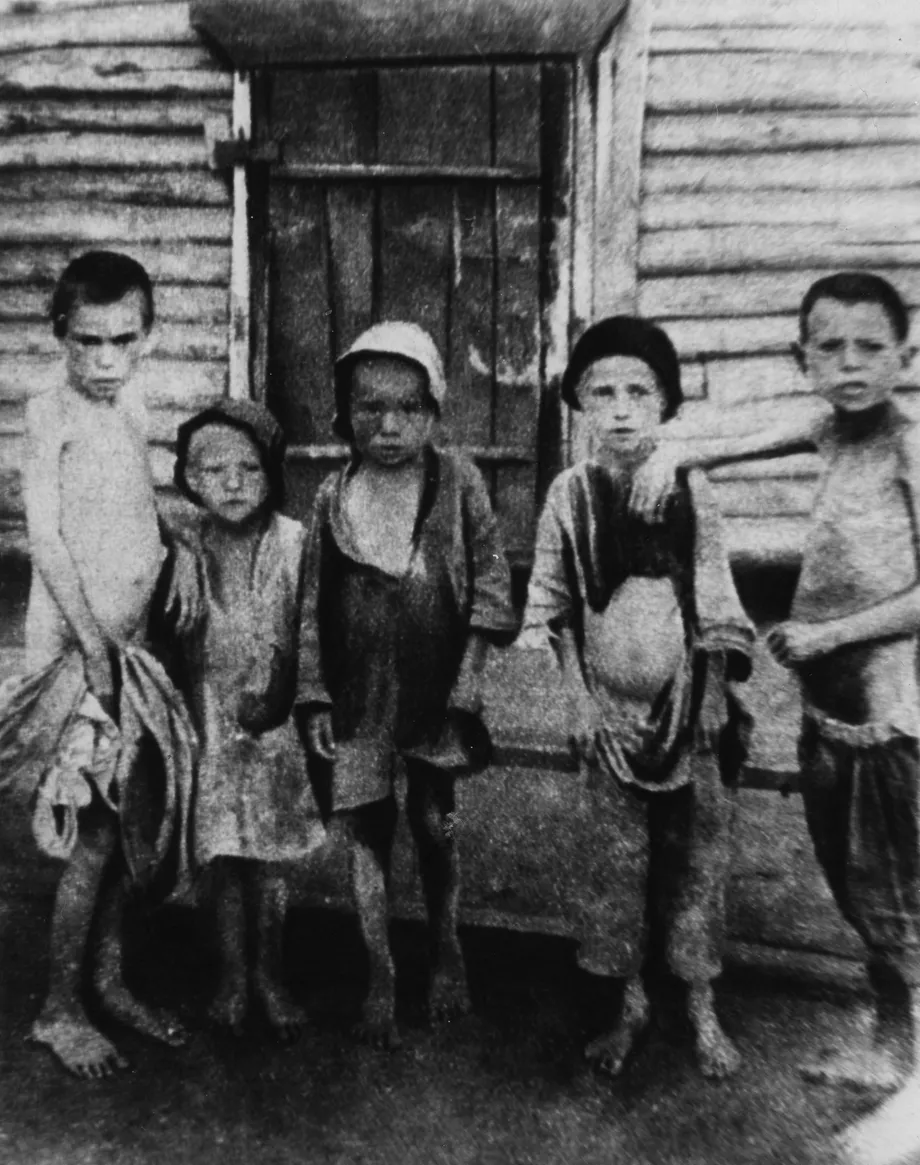
1922년 굶주린 아이들

의료적 필요도 최우선이었다. 러시아 의료 부서 책임자인 헨리 비유케스 박사가 언급했듯이, 미국 구호는 매일 백만 명 이상을 치료하는 16,000개 이상의 병원에 물품을 공급하고 있었다. 이들 기관은 철도가 거의 없고 도로 사정이 좋지 않은 지역에 흩어져 있었으며, 일부 병원은 모스크바의 주요 보급 기지에서 천 마일 이상 떨어져 있었기 때문에 그 임무는 엄청났다. 러시아 주재 ARA 의료 책임자 중 한 명이었던 루이스 L. 샤피로 박사는 러시아 남부에는 "진흙길만 있을 뿐 끝없는 초원"이 있었다고 회상했다. 한 번은 자동차 필수품이나 일반 휘발유가 거의 없는 상태에서, 내부 튜브 없이 대신 짚으로 채워진 타이어로 150마일을 운전했다. 샤피로는 "우리의 주방이 설립되고 우리 클리닉이 의료 용품을 배포할 수 있게 된 후," "진흙과 가죽 긁어모은 것을 먹고 있던 아이들이 아주 빠르게 회복되었다"고 말했다.
비유케스 박사에 따르면, 침대, 담요, 시트, 대부분의 의료 도구 및 의약품을 포함하여 모든 것이 부족했다. 수술은 난방이 되지 않는 수술실에서 마취 없이 맨손으로 이루어지는 경우가 많았다. 상처는 신문지나 넝마로 덮었다. 식수 공급은 오염되었고, 많은 배관이 사용할 수 없었다.
광범위한 의료 비상사태를 돕기 위해 ARA는 의약품부터 수술 도구까지 2,000가지 이상의 필수품을 포함한 의료 용품을 배포했다. 1,250,000개의 의료 꾸러미가 69척의 배에 실려 1,500만 파운드의 무게로 보내졌다. 샤피로 박사에 따르면, ARA가 2년간의 구호 활동 후 1923년 러시아를 떠날 때, "러시아인들은 기근과 죽음의 수렁에서 벗어났다. 나는 어떤 구호 단체도 그들의 임무를 완수하기 위해 이보다 더 열심히 일한 적이 없다고 자랑스럽게 말할 수 있다."
1922년 5월, 모스크바 소비에트 의장이자 모든 러시아 기근 구호 위원회 부의장인 레프 카메네프는 해스켈에게 서한을 써서 그와 ARA의 도움에 감사하며 미국 국민들에게도 경의를 표했다.
러시아 국가 정부는 그들에게 닥친 끔찍한 재난과 위험 속에서 제공된 관대한 도움을 결코 잊지 않을 것입니다.... 소련 정부를 대표하여, 볼가 지역의 재난을 겪는 주민들에게 상당한 지원을 제공하고 있는 미국 구호 행정국에 귀하를 통해 만족과 감사를 표하고 싶습니다.

1923년 여름까지, 러시아에 제공된 미국의 구호는 다른 모든 외국 단체들이 합쳐서 제공한 총 구호량의 두 배가 넘는 것으로 추정되었다. ICRR이 조정한 유럽 기관들도 하루에 2백만 명을 먹였고, 국제 아동 구호 연합은 최대 37만 5천 명에게 식량을 공급했다. 이 작전은 콜레라로 여러 작업자가 사망하는 등 위험했으며, 런던 데일리 익스프레스를 포함한 비판자들도 있었다. 데일리 익스프레스는 처음에 기근의 심각성을 부인했고, 나중에는 그 돈이 영국에서 사용되는 것이 더 나을 것이라고 주장했다.

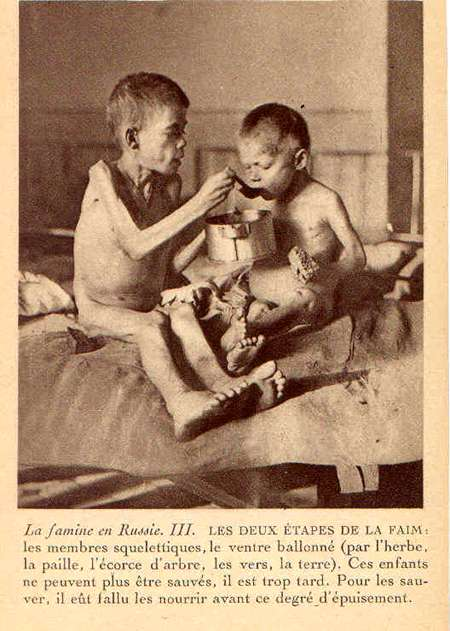
난센의 엽서 사진들은 기근에 대한 인식을 높이기 위한 것이었다.

1922년과 1923년 내내 기근이 여전히 광범위하게 퍼져 있었고 ARA는 구호 물품을 계속 제공하고 있었지만, 소련 정부는 산업 부흥을 위한 자금을 마련하기 위해 곡물을 수출하여 서방의 구호 지원을 심각하게 위태롭게 했다. 새로운 소련 정부는 AYA가 구호 활동을 중단하면 ARA가 그들을 위해 약 1천만 달러(1923년 달러 기준)의 해외 대출을 주선해야 한다고 주장했다. ARA는 그렇게 할 수 없었고, 해외로 판매되는 곡물에도 불구하고 식량을 계속 선적했다.
| 러시아 기근 구호 노력에 대한 미국의 기여 |               |
| ---------------------------------------- | ------------- |
| 매일 급식받은 어린이                     | 4,173,339     |
| 매일 급식받은 성인                       | 6,317,958     |
| 매일 최대 급식 인원                      | 10,491,297    |
| 제공된 식사 수                           | 1,750,000,000 |
| 새로 개설된 주방 수                      | 21,435        |
| 의복을 받은 사람 수                      | 333,125       |
| 의료 용품 가치                           | $7,685,000    |
| 물품이 제공된 병원 수                    | 16,400        |
| 접종된 예방접종 수                       | 6,396,598     |
| 접종된 백신 수                           | 1,304,401     |
| 제공된 식량 톤수                         | 912,121       |
| 제공된 의료 용품 톤수                    | 7,500         |
| 사용된 미국 선박 수                      | 237           |

## 사망자 수
다른 대규모 기근과 마찬가지로, 추정치의 범위는 상당하다. 1920년대 초의 공식 소련 간행물은 1921년에 기근 및 관련 질병으로 약 5백만 명이 사망했다고 결론 내렸으며, 이 숫자가 교과서에 일반적으로 인용된다. 더 보수적인 수치는 백만 명을 넘지 않는다고 집계했으며, ARA 의료 부서에 기반한 또 다른 평가는 2백만 명을 언급했다. 반대편에서는 일부 출처가 천만 명의 사망자를 언급했다. 버트랑 M. 파테노드에 따르면, "20세기에 전쟁, 기근, 테러로 수천만 명이 희생된 후에는 그러한 숫자가 결코 과장된 것처럼 보이지 않는다."

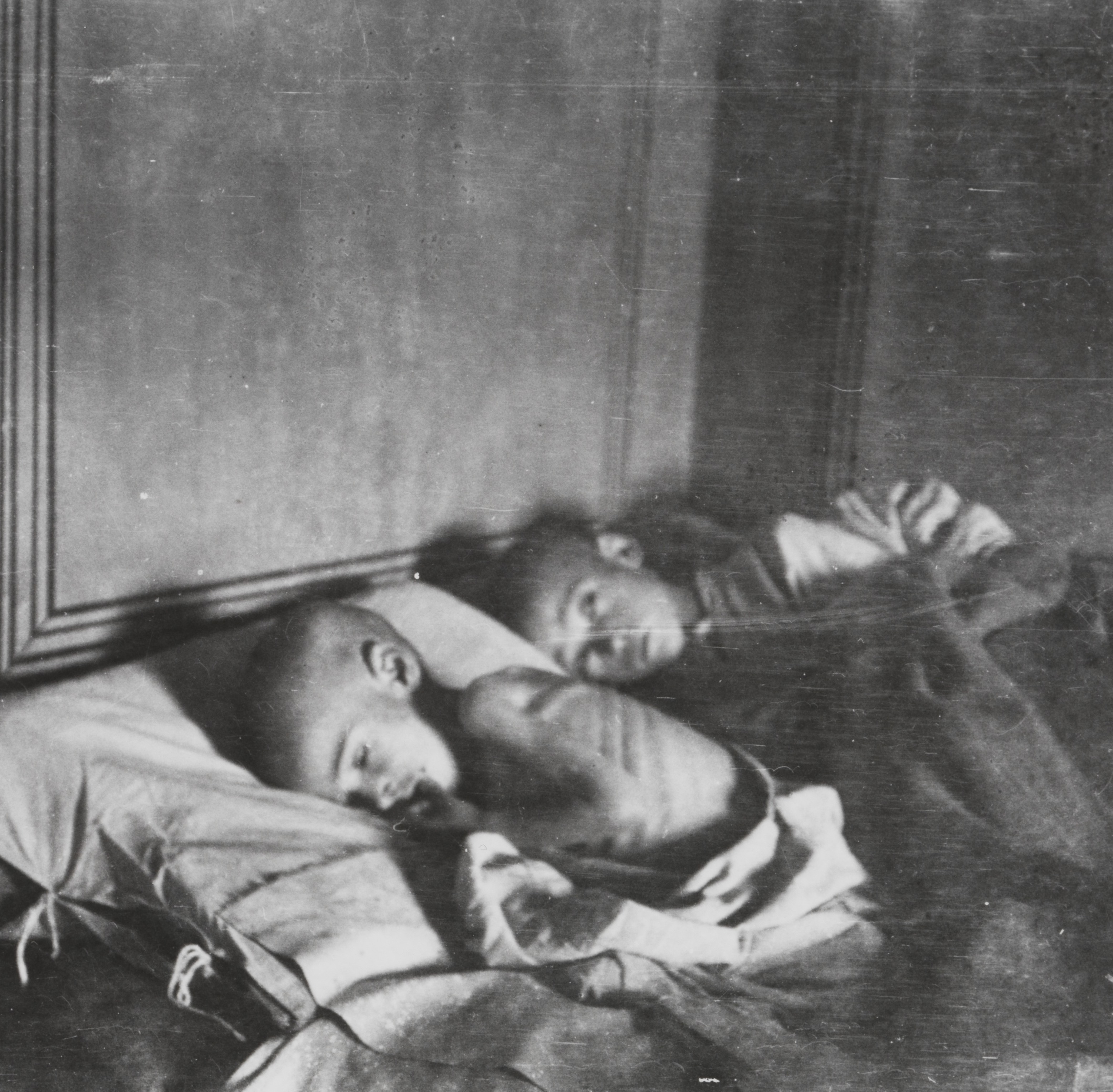
프리티오프 난센의 러시아 기근 지역 여행, 1921년
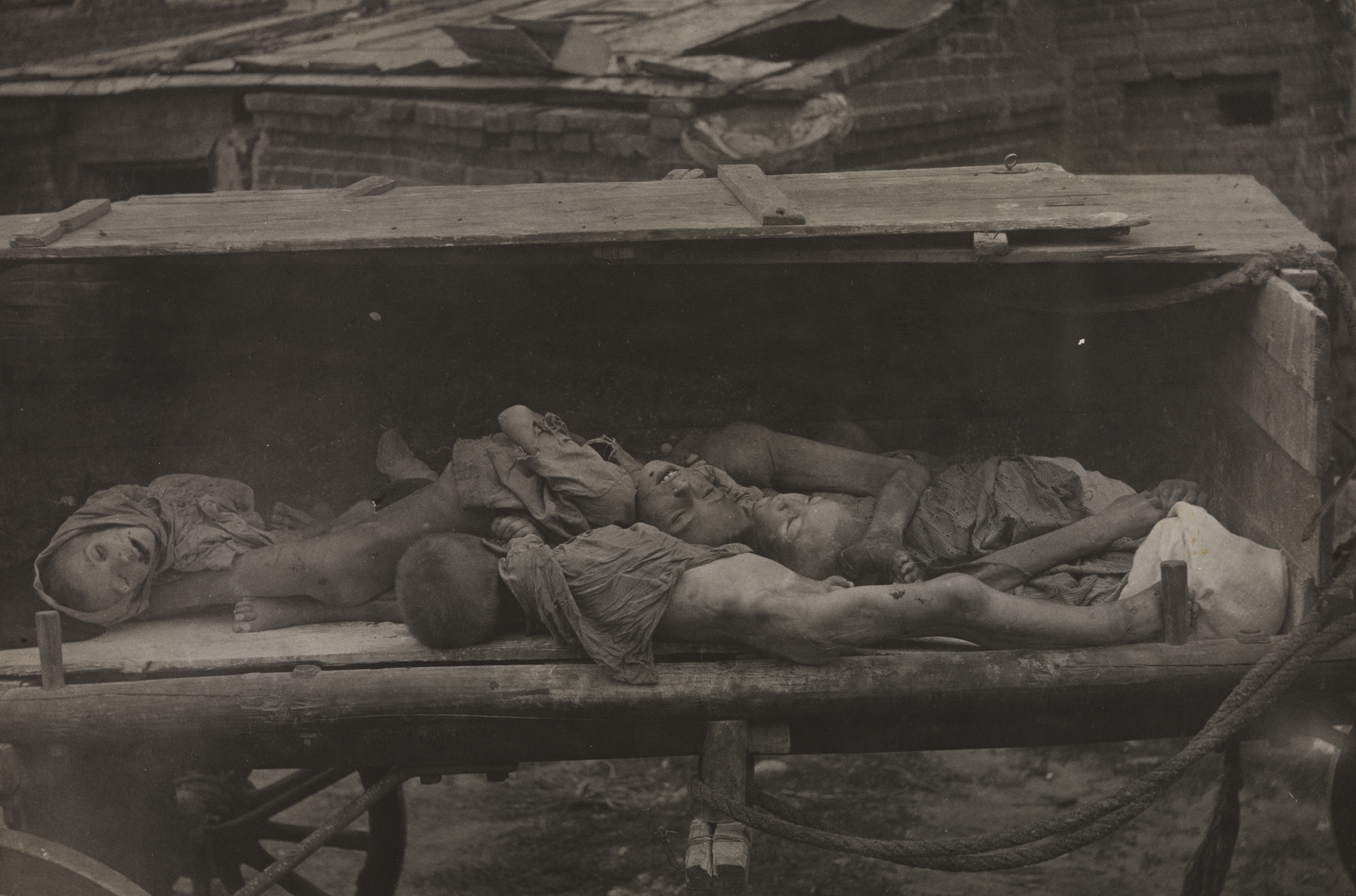
1921년 사마라 (러시아)에서 수레에 실린 어린이 시신들
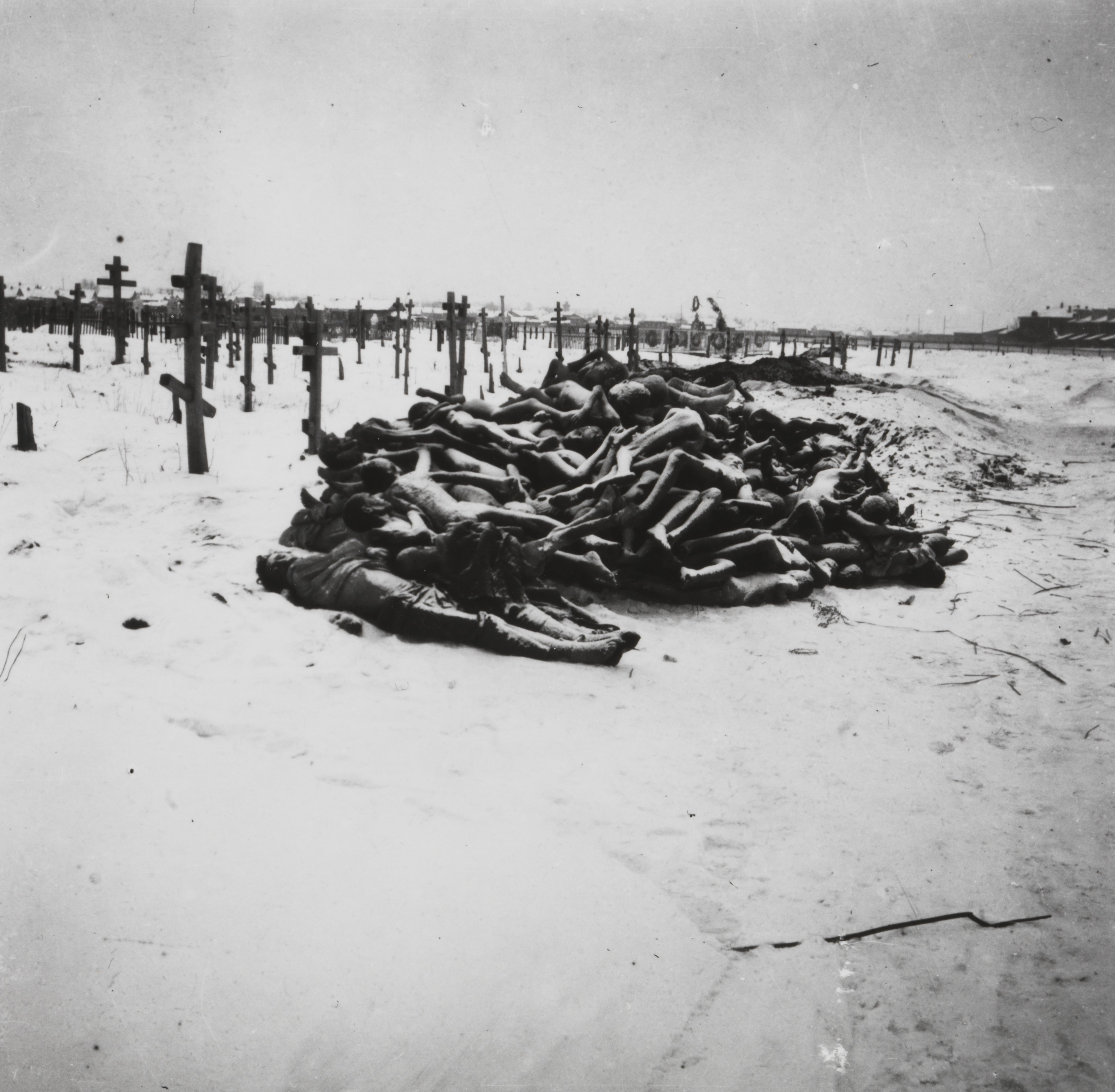
사마라 (러시아) 옆 부줄루크의 기근 희생자들
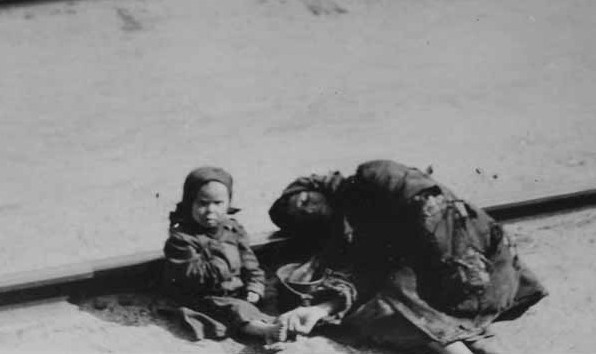
1922년 러시아 기근 희생자들
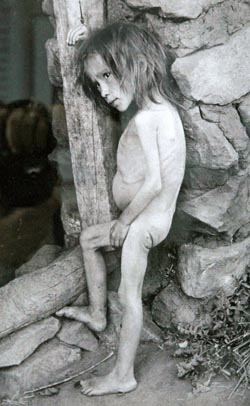
1921년 부구루슬란의 굶주리는 러시아 소녀
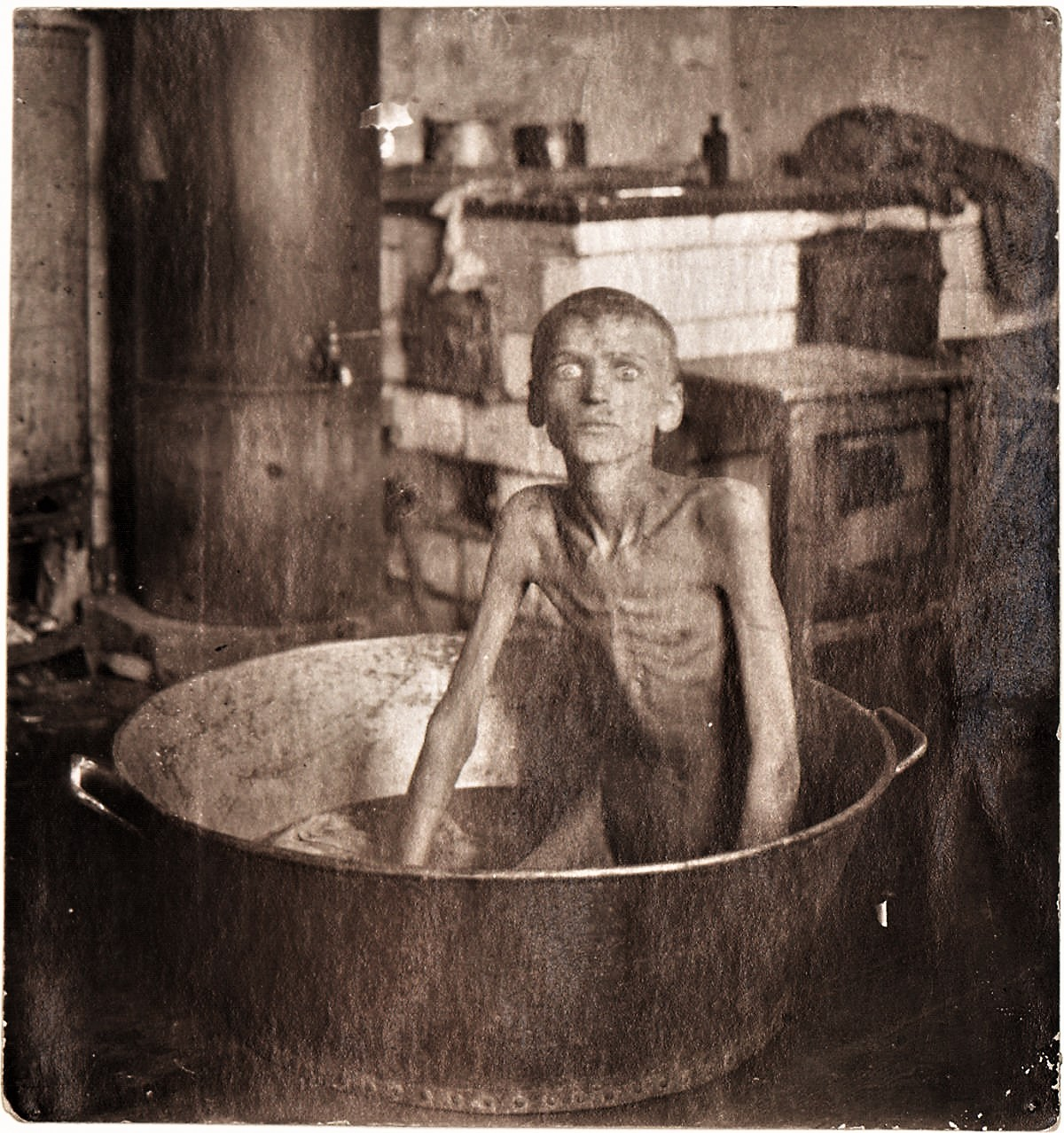
1921년~1922년 우크라이나 기근 중 세 살배기 동생을 죽여 먹은 블라고베셴카 마을(자포리자주, 우크라이나)의 굶주린 소년
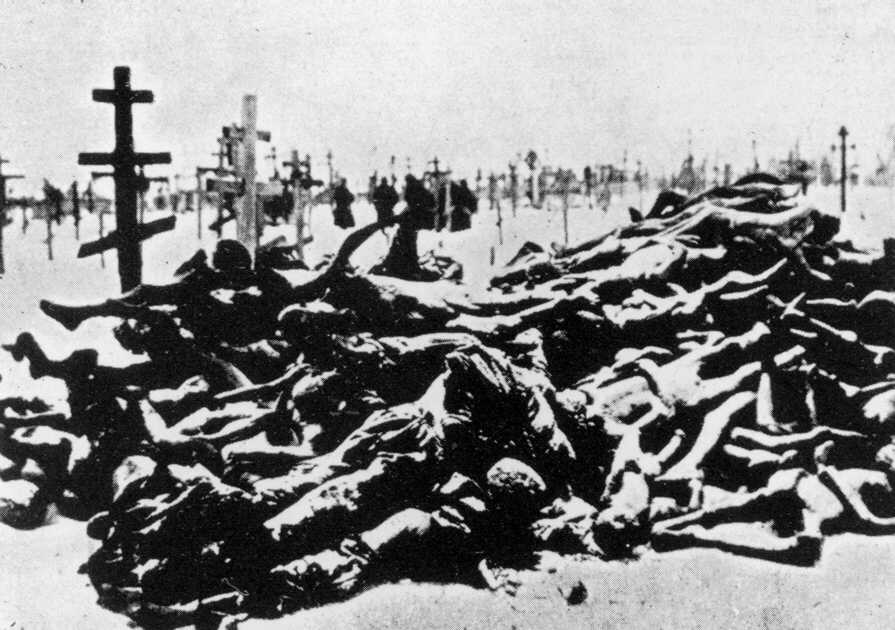
러시아 내전 중 1921년 기근 희생자들

## 정치적 이용
기근은 6년 반에 걸친 불안과 폭력(제1차 세계 대전, 1917년의 두 차례 러시아 혁명, 러시아 내전)의 끝에 찾아왔다. 많은 정치 및 군사 파벌들이 이 사건에 연루되었고, 대부분은 적들에게 기근에 기여했거나 심지어 전적인 책임이 있다는 비난을 받았다.
볼셰비키는 1922년 교회 재산 몰수 캠페인을 시작했다. 그 해에 450만 황금 루블 이상의 재산이 압류되었다. 이 중 백만 황금 루블은 기근 구호에 사용되었다. 1922년 3월 19일 정치국에 보낸 비밀 서한에서 블라디미르 레닌은 기근 구호를 위해 수억 황금 루블을 압류할 의사를 표명했다.
레닌은 정치국에 보낸 비밀 서한에서 기근이 교회에 대한 기회를 제공한다고 설명한다. 리처드 파이프스는 기근이 볼셰비키 지도부가 농민들에게 상당한 영향력을 행사했던 정교회를 박해하는 구실로 정치적으로 이용되었다고 주장했다.
런던, 파리 등지에 있는 러시아 반볼셰비키 백계 러시아인들은 또한 기근을 언론의 기회로 삼아 소련 정권의 불의를 부각시키고 볼셰비키 정부와의 무역 및 공식적인 인정을 막으려 했다.

## 기근의 종식
레닌은 결국 기근, 크론시타트 반란, 탐보프 반란과 같은 대규모 농민 봉기, 그리고 독일 총파업 실패로 인해 국내외 정책을 전환하게 되었다. 그는 1921년 3월 15일에 신경제정책을 선포했다.

### 해외 원조
소비에트 러시아 외부에서의 원조는 처음에는 거부되었다. 허버트 후버가 제1차 세계 대전으로 굶주린 희생자들을 돕기 위해 설립한 미국 구호 행정국 (ARA)은 1919년에 러시아 철도망에 대한 완전한 통제권을 가지고 모든 사람에게 공평하게 식량을 분배한다면 레닌에게 지원을 제공하겠다고 제안했다. 레닌은 이를 러시아 내정 간섭으로 보고 거부했다.
기근은 또한 서방과의 교류를 여는 데 도움이 되었다. 레닌은 이제 구호 단체들이 원조를 가져오도록 허용했다. 서유럽에서는 더 이상 전쟁 구호가 필요하지 않았고, ARA는 1919년 겨울에 시작된 폴란드 기근을 완화하는 조직을 폴란드에 설립했다.

## 2022년 러시아 다큐멘터리 영화
2022년 9월 24일, 모스크바의 옥탸브르 영화관에서 러시아 다큐멘터리 영화 기아 또는 기근(러시아어: Голод)이 초연되었는데, 이 영화는 1920년대 초 볼가 지역, 우크라이나, 우랄, 바시코르토스탄, 사마라 (러시아) 및 첼랴빈스크 지역, 카자흐스탄 및 서부 시베리아를 포함하여 소련 러시아의 35개 이상 주에 영향을 미치고 약 9천만 명의 총 인구에 영향을 미친 대규모 기근을 묘사한다. 이 영화는 타탸나 소로키나가 감독했으며, 알렉산드르 아르한겔스키가 대본을 쓰고 막심 쿠르니코프가 영화 제작에 영감을 주었다. 2022년 10월 30일, 기아는 예카테린부르크의 공공 극장에서 처음 상영되었다. 2022년 11월, 러시아 문화부는 러시아 내에서 Голод의 배포를 금지했다. 2022년 12월, 기아는 레드콜레기아로부터 월간 언론상을 수상했으며, 2023년 4월에는 2023년 아트독페스트에서 관객상과 심사위원 특별 언급상을 받았다.

## 같이 보기
- 1921년 마리 산불
- 1921년~1922년 타타르스탄 기근
- 1921년~1923년 우크라이나 기근
- 미국 구호 행정국
- 유럽의 식인
- 러시아와 소련의 기근
- 프람 (연극)
- 1919년~1922년 카자흐 기근
- 기근 목록
- 폼골
- 1930년대 소련 대기근
  - 홀로도모르 (1932년~1933년 우크라이나 기근)
- 1946년~1947년 소련 기근

## 내용주
1. ↑  국제 적십자 위원회와 국제 적십자사·적신월사 연맹이 조직한 8월 15일 제네바 회의에서 국제 러시아 구호 위원회(ICRR)가 프리티오프 난센 박사를 고등 판무관으로 하여 설립되었다. 난센은 모스크바로 향했고, 그곳에서 소련 외무장관 게오르기 치체린과 ICRR이 자체 작전을 완전히 통제한다는 내용의 협정을 체결했다. 동시에 영국에서는 기근 구호 작전을 위한 모금 활동이 본격적으로 시작되었으며, 현대 비상 구호 작전의 모든 요소(신문 전면 광고, 지역 모금, 기근 지역에서 촬영된 모금 영화)가 포함되었다. 9월에는 런던에서 600톤의 물품을 실은 선박이 파견되었다. 첫 번째 급식소는 10월에 사라토프에 문을 열었다.[출처 필요]